# كازينو كيو
كازينو كيو Q Casino هو كازينو يقع في دوبيوك في آيوا في الولايات المتحدة. 
كان أيضًا مضمارًا لسباق الكلاب السلوقية حتى توقف السباق هناك في 15 مايو 2022. ويتم تشغيل المنشأة من قبل جمعية دوبيوك للسباق غير الربحية، صاحبة ترخيصها. وهي عضو في جمعية ألعاب آيوا، وتشترك في ترخيص الألعاب مع كازينو دياموند جو Diamond Jo، الموجود أيضًا في دوبوك. بدأ العمل في 1 يونيو 1985 ويتضمن ألعاب للقمار.